# 石川総安
石川 総安（いしかわ ふさやす）は、伊勢亀山藩の第7代藩主。伊勢亀山藩石川家12代。

## 生涯
常陸下館藩の第5代藩主・石川総般の次男として生まれる。儒道・和漢をよく学んだと伝えられ、「鈴鹿郡野史」では「欧化主義を抱き欧文を解せる明君の後に、東洋的明君を迎えたり」と記している。文政3年（1820年）3月22日、伊勢亀山藩主・石川総佐が隠居により、その婿養子として家督を継いだ。藩政では、倹約や禄高の改正、家臣の不正取締りなどを行なって窮乏した藩財政を再建させた。また、儒学や国学に通じた教養人だったため、学制改革を行なった。天保4年（1833年）正月8日、江戸で死去した。長男の総禄は幼少だったため、跡は婿養子の総紀が継いだ。
文政4年（1821年）、長年藩政を預かって来た藩年寄加藤善太夫を逼塞隠居させ、由良渓右衛門を郡代に途用した。同5年（1822年）幼年者を教育する柔順寺学寮において読書教授料の徴収を廃し、子弟教育の徹底をはかった。同7年（1824年）には藩士教育機関である「明倫舎」を西の丸に校舎を新築し移転させ、新たな儒学者を招聘し教育環境を一新、藩主聴講の座を設け藩内教育に対する藩主自らの姿勢を示した。また、藩財政立て直しのため藩士の禄高改正と共に領内各村の会計検査を行い、天保元年（1830年）には伊勢鈴鹿郡阿野田村（現三重県亀山市阿野田）大庄屋の私曲を暴き、翌年には同村村役人による租税着服を明らかにするなど不正取締を徹底して行った。しかし、当時死罪となるべき罪だが総安は罪一等を減じ永牢とした。

## 系譜
父母
- 石川総般（実父）
- 石川総佐（養父）

正室
- 石川総師の娘 ー 石川総佐の養女

子女
- 石川総禄（長男）
- 吉田良熈室（長女）
- 石川総紀正室

養子
- 石川総紀 ー 石川総登の次男